# Guizhou
 Guizhou (?·pàg.) (Xinès simplificat: 贵州; Xinès tradicional: 貴州; pinyin: Guìzhōu; Wade-Giles: Kuei-chou; també pronunciat Kweichow) és una província de la República Popular de la Xina situada al sud-oest del país. La capital n'és Guiyang. Altres ciutats importants són Zunyi, Anshun i Duyun. Té una extensió de 176.000 km² i una població de 36 milions d'habitants (2003). Limita al nord amb el municipi de Chongqing, a l'est amb la província de Hunan, al sud amb la Regió Autònoma Zhuang de Guangxi, a l'oest amb la província de Yunnan, i al nord-oest amb la província de Sichuan.

## Economia
És una de les regions més pobres de la Xina i una de les més plujoses: 270 dies de pluja a l'any. Un 60% de la població és analfabeta i una tercera part dels seus pobles no disposen de comunicació per carretera.

## Història
La província va ser conquistada per la dinastia Han que la va deixar totalment oblidada perquè resultava molt difícil l'accés a la zona i pels pocs recursos naturals de què disposa. Va ser la dinastia Ming qui es va encarregar d'ocupar-la i de traslladar alguns dels edificis administratius a la província. Està poblada per diverses ètnies, entre les quals destaquen els Miao i els Buyi. També hi ha membres de les ètnies Yi, Dong i Shui. Els membres de les 49 minories ètniques presents en la regió representen un 37% de la població total.